# Gai Rabiri Pòstum
Gai Rabiri Pòstum (en llatí Caius Rabirius Postumus) va ser un cavaller romà fill de Gai Curi, un ric granger i publicà.
Va néixer després de la mort del seu pare, que havia estat casat amb la germana de Gai Rabiri i per això va ser anomenat Pòstum. Gai Rabiri el va adoptar i li va donar el nom. Ciceró havia defensat Gai Rabiri quan va ser acusat pel tribú Tit Labiè d'haver mort Luci Appuleu Saturní.
Rabiri Pòstum era un prestador important de diners i entre els seus deutors hi havia Ptolemeu XII Auletes que havia demanat fortes quantitats per subornar a notables romans en favor de mantenir-lo al tron. Els seus suborns l'obligaven a oprimir els seus súbdits per obtenir diners i finalment una revolta el va expulsar del poder, i es va refugiar a Roma l'any 57 aC.
Allí Rabiri i altres li van donar diners per seguir subornant, ara per poder reposar-lo al tron, única manera amb la qual els creditors podrien cobrar. Finalment el cònsol Aule Gabini, governador de Síria i home de Gneu Pompeu va marxar amb un exèrcit a Egipte i va propiciar que Ptolemeu recuperés el seu regne, l'any 55 aC.
Rabiri va anar llavors a Egipte on fou nomenat dioecctes o cap dels tresorers. En aquest càrrec va amassar una fortuna, reunint diners tant per a ell com per Gabini, però les seves extorsions van ser tant terribles que el rei el va haver de detenir per justificar-se davant el poble. Rabiri es va escapar de la presó potser amb la connivència del rei, i va anar a Roma, però allí va ser acusat en el judici que se celebrava contra Aule Gabini per repetundae. Gabini va ser castigat a pagar una forta multa que no va poder satisfer, i Rabiri va ser declarat responsable subsidiari sempre que es pogués demostrat que havia rebut alguns dels diners obtinguts per Gabini. La demanda contra Rabiri era, per tant, un apèndix de la causa de Gabini. L'acusador, el pretor i els jutges eren els mateixos. I com que Ciceró havia defensat Gabini, també va portar la defensa de Rabiri (Pro Rabirio Postumo). No es fa menció del resultat del judici, però com que els jutges havien condemnat Gabini, probablement van aplicar la mateixa condemna. Se suposa que va ser exiliat, igual que Gabini i Juli Cèsar el va rescatar de l'exili. En tot cas, el trobem servint sota el mandat de Cèsar l'any 46 aC, quan el va enviar des d'Àfrica cap a Sicília per a obtenir subministraments per a l'exèrcit.